# Anna Colin Lebedev
Anna Colin Lebedev, née le 6 juillet 1975 à Moscou, est une sociologue et politologue française d'origine russe, maître de conférences en science politique à l'université Paris-Nanterre. Elle est spécialiste des sociétés post-soviétiques.

## Biographie
Anna Lebedev naît en 1975 à Moscou, d'un père chercheur en médecine et d'une mère professeure de français,.
En 1989, elle suit ses parents, exilés politiques en France, où elle obtient un baccalauréat avec mention très bien, puis intègre l'Institut d'études politiques de Rennes, dont elle est diplômée en 1997. Elle acquiert la nationalité française par naturalisation le 28 novembre 1997.
Elle intègre en 1999 le DEA "Analyse comparée des aires politiques, programme Europe postcommuniste" à Sciences Po Paris et obtient le diplôme en 2001.
En 2001 également, elle coécrit Les Petits Soldats : le combat des mères russes, avec Valentina Melnikova, cofondatrice de l'Union des comités de mères de soldats de Russie.
En 2009, elle soutient un doctorat de science politique intitulé "Du souci maternel à l'action en commun : analyse du mouvement des mères de soldats de Russie 1989-2001 », sous la direction du Pr. Dominique Colas à Sciences Po Paris. Une version remaniée de la thèse paraît sous forme d'ouvrage sous le titre Le Cœur politique des mères : analyse du mouvement des mères de soldats en Russie.
De 2012 à 2014, elle occupe le poste de codirectrice du Centre franco-biélorusse d'études européennes à Minsk. Le Centre est une antenne délocalisée de l'université Bordeaux-Montaigne, rattachée à l'Ambassade de France en Biélorussie.
En 2017, elle intègre l'université Paris-Nanterre en qualité de maître de conférences en science politique.

## Analyses
Après l'invasion de l'Ukraine par la Russie en 2022, elle publie Jamais frères ?, où elle analyse les proximités et les différences entre les sociétés russe et ukrainienne,,,.
Au travers de son ouvrage, elle étudie les trajectoires différentes prise par chacune des deux sociétés russe et ukrainienne à la chute de l'URSS : retour à l'autoritarisme après une période de liberté de 10 ans pour la première, là ou la seconde choisit un régime démocratique à partir de son indépendance votée en 1991 à plus de 90% et s'inscrit dans un rapprochement par rapport à l'Union Européenne.
Elle s'attache à démonter la façon dont le président russe Vladimir Poutine présente Russes et Ukrainiens comme deux populations formant un même peuple, et affirme que la réalité historique, sociologique, économique et géopolitique dessine en réalité l'apparition d'une rupture profonde davantage agrandie à chaque évènement majeur comme ceux de la révolution orange en 2004, l'Euromaïdan en 2013, l’annexion de la Crimée en 2014, la guerre du Donbass et surtout amplifiée depuis l’invasion du 24 février 2022 notamment après les massacres de Boutcha et la prise de position de nombreuses personnalités russes comme Timofeï Sergeïtsev au sujet de l'existence même de l'Ukraine,,.
Selon elle, l'histoire de l’Ukraine, aussi bien à l'époque impériale russe que soviétique et contemporaine, est autant une affirmation de son identité culturelle qu'une lutte pour son indépendance, et ce, en raison de la répression, de l'oppression et de la violence déployées par le pouvoir central russe dans une zone géographique que ce dernier considère historiquement, économiquement et stratégiquement comme la Petite Russie,,,.
Elle parvient à la conclusion que, les deux parties en présence se considérant désormais comme radicalement différentes, et ce, tant que la Russie sera dans l'incapacité de reprendre et d’approfondir la réflexion critique sur les crimes du régime soviétique , notamment l'Holodomor en 1932-1933, évènement majeur de l'histoire ukrainienne, un rapprochement entre les deux populations est désormais totalement inenvisageable,,.